# Teratophthalma marsidia
Teratophthalma marsidia är en fjärilsart som beskrevs av William Chapman Hewitson 1869. Teratophthalma marsidia ingår i släktet Teratophthalma och familjen Riodinidae. Inga underarter finns listade i Catalogue of Life.